# Přírodní podmínky Antarktidy
Přírodní podmínky Antarktidy jsou unikátní, ale velmi drsné. Antarktida je země sněhu a ledu, kde se střídá šest měsíců trvající polární den a šest měsíců dlouhá polární noc.

## Podnebí

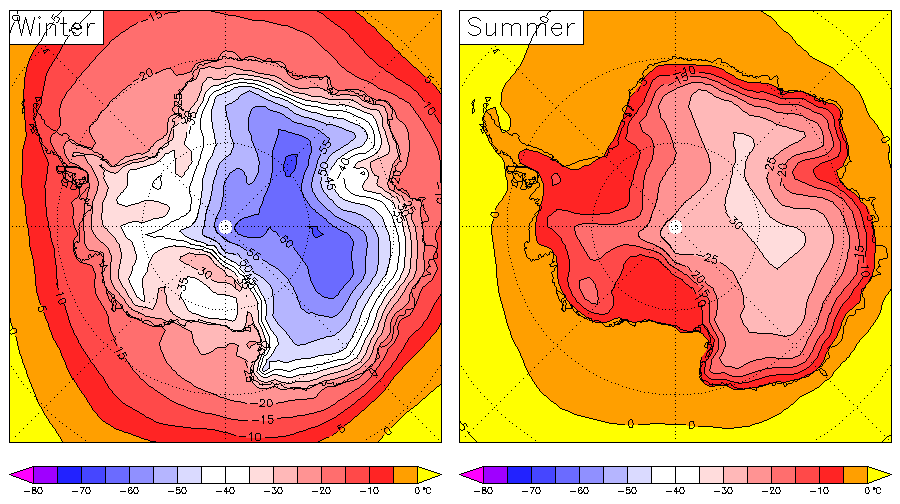
Průměrné teploty na Antarktidě

Antarktida je nejchladnější kontinent na Zemi s trvalou sněhovou pokrývkou téměř na celém povrchu. Nejnižší teploty bývají ve vnitrozemí. Pohybují se od -40 do -70 °C v zimních měsících a mezi -10 a -40 °C v létě. Vůbec nejnižší zaznamenaná teplota na Zemi (- 89,2 °C) byla naměřena na stanici Vostok 21. července 1983.
Pobřežní oblasti jsou teplejší. Nejvyšší teplota na Antarktidě (20,75 °C) byla naměřena 9. února 2020 na Seymourově ostrově v argentinské vědecké základně Marambio.
Antarktida je zároveň nejsušší oblastí na světě a technicky vzato se jedná o poušť. Nad velkou částí Antarktidy zůstává po většinu roku stálá tlaková výše, která znamená téměř stále bezoblačnou oblohu a minimální srážky (do 50 mm ročně). Směrem k pobřeží množství srážek stoupá až na 500 mm ročně.
Ve velké většině se jedná o srážky sněhové, často je sníh jen přivátý větrem. Na pobřeží jsou výjimečně zaznamenávány i deště.
Antarktida je také největrnější kontinent. Vanou zde celoročně silné větry a nejsilnější jsou na pobřeží, kde dosahují rychlosti i přes 250 km/h. Ve vnitrozemí je rychlost větru nižší.
Nad kontinentem byla identifikována obří ozonová díra.

## Geologie
Antarktida je součástí antarktické litosférické desky. Nejstarší částí je antarktický pevninský štít (celá Východní Antarktida a část Západní Antarktidy), který byl součástí Gondwany. Stáří některých hornin bylo určeno až na 4 miliardy let, což se blíží stáří celé Země.
V prvohorách vzniklo zejména Transantarktické pohoří. Velká část západní Antarktidy byla vytvořena v třetihorách, v návaznosti na vznik And v Jižní Americe. Ve čtvrtohorách byl povrch celého kontinentu pozměněn ledovcovou činností.
Ne ve všech geologických obdobích byla Antarktida ledovým nehostinným místem, v některých dobách zde žilo hojné rostlinstvo i zvířena.

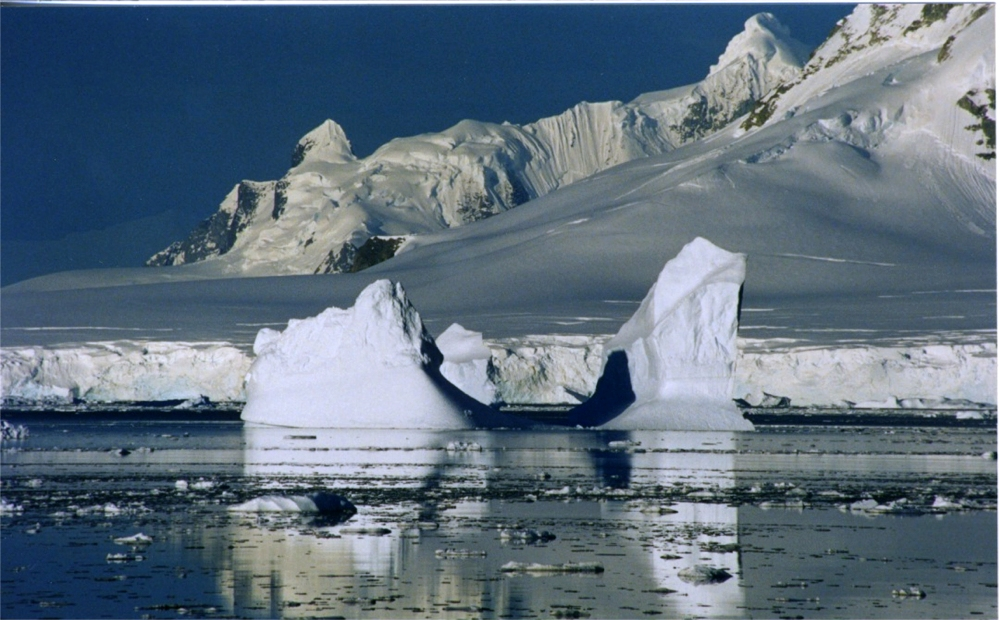
Ledovec

## Povrch
Povrch téměř celého kontinentu kryjí pevninské ledovce, jen minimální část Antarktidy není trvale zaledněna. Tyto ledovce zadržují asi 80 % světových zásob sladké vody. Led však nepokrývá pouze pevninu, velkou část pobřeží lemují tzv. šelfové ledovce, plovoucí na vodě, bez skalního podkladu. Z nich se odlamují kry. Zpočátku jsou to ploché tabule ledu, ale poté, co v teplejší vodě částečně odtají, nakloní se a jsou pak špičaté.
Průměrná nadmořská výška včetně ledovcového příkrovu se pohybuje kolem 2000 m n. m. Vrstva ledu má průměrnou mocnost 1980 m, ve středu kontinentu ale dosahuje síly až 4776 m. Nejvyšším bodem kontinentu je vrchol Vinson Massif (4892 m) v západní Antarktidě.

## Vodstvo
Stálé vodní toky na Antarktidě neexistují. Pouze v létě je možné na místech bez ledové pokrývky pozorovat dočasné vodní proudy. Oproti tomu jezera se vyskytují poměrně často, i když jsou zhusta skryta pod ledem. Většinou jsou ledovcového původu.